# La lettrice (film)
La lettrice (La lectrice) è un film francese del 1988 diretto da Michel Deville, tratto dall'omonimo libro di Raymond Jean. 
Entrambi sono incentrati sull'amore per i libri, e la capacità che solo questi hanno di cambiare la vita, i sogni e la mentalità delle persone.

## Trama
Affascinata da Marie, che è l'immaginaria protagonista di un romanzo, Constance, una lettrice di romanzi a domicilio, decide di intraprendere la stessa strada, facendo inserzioni dirette ad anziani e persone sole.
La ragazza, molto forte ed espansiva, ama il suo nuovo lavoro e lo svolge con passione: in più i suoi clienti sono le persone più disparate, come la vedova di un generale marxista che ha recentemente riscoperto l'amore per i libri, un adolescente disabile e intelligente di nome Eric, una molto erudita magistrata in pensione, ed un giovane e bellissimo uomo d'affari, Jean, che però si sente frustrato a causa della sua scarsa vita sessuale.
Le letture sono così coinvolgenti da diventare presto di gruppo, e da coinvolgere le famiglie dei personaggi e perfino il professore universitario di Constance, l'illuminato Professor Legrést, però sconsolato dalla poca attrazione dei suoi studenti per i libri.
Tutti, anche dei compagni di scuola di Eric (dei bulli che prima lo prendevano in giro per la sedia a rotelle ma che ora lo considerano, per la sua lettura, molto più intelligente di loro) e l'ignorante domestica della Vedova del Generale (che considerava i libri uno spreco di carta), sono colpiti dalla capacità di farsi ascoltare e dal carisma di Constance, che intanto inizia anche una passionale e vera relazione con Jean.
Tra i libri che il Professor Legrést le consiglia e che la ragazza legge loro, vi sono L'amante di Marguerite Duras (che Constance legge a letto con Jean), e le "scandalose" opere del Marchese de Sade (che legge alla magistrata e ai suoi amici libertini).

## Produzione

### Riprese
Le riprese del film si svolsero in Francia, precisamente ad Arles, nelle Bocche del Rodano.

## Distribuzione
Il film uscì per la prima volta nelle sale cinematografiche francesi il 17 agosto 1988, mentre il 21 aprile 1989 negli Stati Uniti.

### Divieti
Negli Stati Uniti così come in tante altre parti del mondo, per le scene di sesso ed allusioni sessuali, il film venne certificato come R, vietato addirittura ai minori di 17 anni.

## Accoglienza

### Incassi
Il film complessivamente in tutto il mondo incassò esattamente 699.397 dollari.

### Critica
Diversi anni dopo, sul sito web Rotten Tomatoes il film riceve il 73% delle recensioni professionali positive, con un voto medio di 7,5/10, basato su 13 recensioni.

## Riconoscimenti
- 1989 - Premio César[6]
  - Migliore attore non protagonista a Patrick Chesnais
  - Candidatura per il miglior film
  - Candidatura per il miglior regista a Michel Deville
  - Candidatura per la miglior attrice protagonista a Miou-Miou
  - Candidatura per la migliore attrice non protagonista a María Casares
  - Candidatura per la migliore sceneggiatura a Rosalinde Deville e Michel Deville
  - Candidatura per la migliore scenografia a Thierry Leproust
  - Candidatura per il miglior montaggio a Raymonde Guyot
  - Candidatura per il miglior manifesto a Benjamin Baltimore
- 1988 - Premio Louis-Delluc